# François Cavanna
François Louis Cavanna (Parigi, 22 febbraio 1923 – Créteil, 29 gennaio 2014) è stato uno scrittore e disegnatore francese, fondatore, insieme a Georges Bernier, del giornale satirico Charlie Hebdo.

## Biografia
Cavanna nacque a Parigi e crebbe a Nogent-sur-Marne, nell'Île-de-France, figlio di un immigrato italiano originario di Bettola (in provincia di Piacenza), Luigi Cavanna, e d'una donna francese. Nel suo libro Les Ritals Cavanna ha presentato gli ambienti dell'immigrazione italiana (Rital è uno spregiativo che designa gli italiani). François Cavanna è ricordato per il suo spirito ironico e caustico. «Se la tua mano destra ha commesso un'ingiustizia, cancella le impronte» e «Se si chiudono un leone affamato, un uomo affamato e una cotoletta in una gabbia, non è mai la cotoletta a vincere» sono due fra i suoi aforismi più celebri.
È fra i fondatori nel 1960 della rivista satirica illustrata Hara Kiri che nel 1970 diventa "Charlie Hebdo", giornale caratterizzato da un tono caustico e irriverente che all'epoca causò molti scandali. Oltre a Cavanna, Charlie Hebdo fece conoscere al grande pubblico altri grandi disegnatori e autori, come Cabu, Gébé e Wolinski.
Lo stile caratteristico di François Cavanna, satirico, bizzarro, vivace e colorato, l'ha reso celebre e ha determinato il successo dei suoi primi romanzi, a carattere autobiografico. Dal 1985, rallenta l'attività giornalistica e si dedica alla letteratura, nei più diversi generi.
Polemista vigoroso, nei suoi scritti e nelle sue vignette attacca con forza il consumismo, l'ingiustizia, la sofferenza degli animali usata come spettacolo e l'ipocrisia delle religioni. 
Affetto da qualche anno dalla malattia di Parkinson, a cui si aggiunsero anche diverse complicazioni polmonari, morì il 29 gennaio 2014 all'età di 90 anni mentre era ricoverato in ospedale a causa di una frattura al femore.

## Opere
- 1978: Les Ritals, Belfond, Paris ISBN 2-7144-1168-1
- 1979: Les Russkoffs, Belfond, Paris
- 1981: Bête et méchant, Belfond, Paris
- 1985: Maria, Belfond, Paris
- 1987: L'Œil du lapin, Belfond, Paris
- 1989: Mignonne, allons voir si la rose..., Belfond, Paris ISBN 2-7144-2411-2
- 1992: Dieu, Mozart, Le Pen et les autres..., Pocket, Paris
- 1994: Lettre ouverte aux culs-bénits, Albin MicheI, Paris
- 2000: Le Hun blond, Albin Michel, Paris
- 2002: Les Écritures : Les Aventures de Dieu - Les Aventures du petit Jésus, Albin Michel, Paris
- 2004: L'Adieu aux reines, Albin Michel, Paris